# Suphis ticky
Suphis ticky är en skalbaggsart som beskrevs av Luis E. Grosso 1994. Suphis ticky ingår i släktet Suphis och familjen grävdykare. Inga underarter finns listade i Catalogue of Life.